# U.S. Pro Tennis Championships 1973
Lo U.S. Pro Tennis Championships 1973  è stato un torneo di tennis giocato sul cemento. È stata la 46ª edizione del torneo, che fa parte del Commercial Union Assurance Grand Prix 1973. Il torneo si è giocato al Longwood Cricket Club di Boston negli USA, dal 16 luglio al 23 luglio 1973.

## Campioni

### Singolare maschile
Jimmy Connors ha battuto in finale  Arthur Ashe con il punteggio di 6–3, 4–6, 6–4, 3–6, 6–2

### Doppio maschile
Stan Smith /  Erik Van Dillen hanno battuto in finale  Ismail El Shafei /  Marty Riessen con il punteggio di 4–6 6–4 7–5